# Besalampy (district)
Besalampy is een district van Madagaskar in de regio Melaky. Het district telt 67.459 inwoners (2011) en heeft een oppervlakte van 11.753 km², verdeeld over 6 gemeentes. De hoofdplaats is Besalampy.
Het district is bereikbaar via de Route nationale 1.